# Magyar Agrártudományi Egyesület
A Magyar Agrártudományi Egyesület (MAE) magyarországi tudományos civil szervezet az agrártudományok területén elért tudományos eredmények közvetítésére, a nagyüzemi mezőgazdasági termelés tapasztalatainak elterjesztésére és a gyakorlati termesztésbe történő bevezetésére. 1951–2013 között működött.

## Története
Az országos Magyar Gazdasági Egyesület (1830–1945) célkitűzései szakmai folytatójának tekinthető a második világháborút követően az 1951-ben, Soós Gábor kezdeményezésére alapított Magyar Agrártudományi Egyesület (MAE), (legelőször: Micsurin Agrártudományi Egyesület néven) a legnagyobb és legrégebbi magyar agrár civil szervezet, amely legfőbb feladata a tudományos eredmények közvetítése a mezőgazdaságban dolgozó szakemberek felé.
Első elnöke az akkori földművelésügyi miniszter, Erdei Ferenc volt. Országos vezetői, az elnökök tudós emberek, egyetemi rektorok és magas beosztású állami szakvezetők voltak.
A MAE központi szervezete és szakmai csoportjai (országos és megyei szakosztályok, társaságok) 62 éven át végezték tevékenységüket a nagyüzemi mezőgazdaság szolgálatában.
2013 szeptemberében a MAE hiányosan összeült elnöksége megállapította, hogy a Magyar Agrártudományi Egyesület működésének személyi és tárgyi feltételei megszűntek, és egyhangúlag meghozták az 1/2013. 09. 10. sz. határozatot: „A Magyar Agrártudományi Egyesület működőképesség hiányában megszűnik.”

## Szervezeti tagozódás
A Magyar Agrártudományi Egyesület országos és megyei szakosztályokba szerveződött, fennállásának 10. évfordulóján 6 országos szakosztály működött.
Az 1956-os forradalmat követően a MAE szervezet újjászervezésében jelentős lépés volt az országos szakmai társaságok életre hívása. Először a MAE Agrokémiai Szakosztály (1951), majd MAE Talajtani Társaság (1957) (jelenleg: Magyar Talajtani Társaság), majd a Kertészeti és Szőlészeti Társaság jöttek létre, a későbbiekben valamennyi szakosztály társasággá alakult.
A növényvédelmi szakemberek a kezdetekben a MAE Növénytermesztési Társaság Növényvédelmi Szakosztályaként, majd 1964-től önálló MAE Növényvédelmi Társaságként tevékenykedett (alapítója: Ubrizsy Gábor). A Növényvédelem c. havi folyóirat a szakminisztérium felügyeletével a társaság lapjának is tekinthető.

## Elismerések
A MAE számos kitüntetés és elismerés odaítélésével ismerte el a legjobb teljesítményeket. Ezek egyike volt a MAE aranykoszorús kitüntető jelvény.

A Magyar Agrártudományi Egyesület aranykoszorús kitüntető jelvénye igazolvánnyal, valamint az egyesület további jelvényei, plakettja.

A növényvédelem kiválóságainak elismerésére 1973-ban alapították a Horváth Géza-emlékérmet a „MAE Növényvédelmi Társaságban kifejtett tudományos társadalmi munkáért”, 1993-ban létesítették a Linhart György-emlékérmet, a hátoldali felirat: „MAE Növényvédelmi Társaság Növénykórtan”, 2006-ban adták át először a Balás Géza-emlékérmet a növényvédelmi állattan területén kifejtett sikeres szakmai tevékenység elismerésére. A MAE megszűnését (2013) megelőzően, a MAE Növényvédelmi Társaságból 2009-ben önálló szakmai szervetetként jött létre a Magyar Növényvédelmi Társaság (MNT, HPPS) – a kiválóságok elismerésének folyamatosságát fenntartva, 2010-től az MNT kitüntetésekként odaítélve (átadás: 2011. februártól) – a növényvédelem tudományterületeinek ügyeit képviseli szakosztályain keresztül.